# Jože Borštnar
Jože Borštnar (Gabrovka, 8 novembre 1915 – Lubiana, 23 marzo 1992) è stato un politico e militare sloveno.

## Biografia
Vigile urbano, nel 1940 s'iscrisse alla Lega dei Comunisti della Slovenia e, dopo l'invasione nazi-fascista della Jugoslavia nel 1941 entrò nella Resistenza operando nella Slovenia occupata. L'anno seguente fu inquadrato nella brigata Cankar, di cui diverrà più tardi commissario politico, e condusse una serie di azione contro le forze d'occupazione italiane. Dopo aver ricoperto diversi incarichi all'interno di differenti reparti dell'Esercito Popolare di Liberazione della Jugoslavia nel gennaio 1945 fu nominato comandante del IX Korpus, una formazione partigiana slovena che nella primavera dello stesso anno ingaggiò una serie di violenti scontri con i tedeschi e le milizie fasciste nella regione giuliana. A fine aprile il IX Korpus iniziò la cosiddetta corsa per Trieste, che permise all'esercito jugoslavo di occupare Trieste e Gorizia prima dell'arrivo degli Alleati. Il 1º maggio 1945 Borštnar incontrò a Monfalcone con il generale britannico Bernard Freyberg, comandante della 2ª divisione neozelandese che nel frattempo era sopraggiunta dal Veneto. Questo incontro segnò la fine delle operazioni militari nella regione giuliana.
Nel dopoguerra fu governatore militare di Lubiana e direttore delle ferrovie slovene. In seguito ricoprì diversi incarichi politici all'interno dell'apparato della Repubblica Socialista di Slovenia e successivamente rappresentante del governo sloveno nel Comitato Centrale del Partito Comunista di Slovenia zona B del Territorio Libero di Trieste. Il 15 luglio 1952 fu promosso al grado di generale. Nel 1963 fu nominato giudice della Corte Costituzionale della Repubblica Socialista di Slovenia.